# 100Plus
100Plus（口语又称100号）是一种由星獅集團於1983年在馬來西亞和新加坡推出的碳酸飲料，用电解质（钠盐或钾盐）、糖类和水混合制成，味甜但不含酒精。在马来西亚和新加坡等地区较为流行。

## 类型
100Plus在2010年代总共有七种版本，版本名字如下：
- 莓果版，颜色为红色。成分为莓果、肉桂、香草
- 柑橘版，颜色为橘色。成分为橘子、肉桂、香草
- 柠檬版，颜色为青绿色。成分为柠檬、肉桂、香草
- 葡萄版，颜色为紫色。成分为葡萄、肉桂、香草
- 金罐版，仅在每一年除夕至元宵节前夕制造。
  - 注：其成分未变，为原味版。

2020年代開始只剩下檸檬青檸味。另外还有三种版本，则是Reduced少糖版、Zero无糖版和Active運動飲料版；Active爲了照應齋戒月市場需要，除了無氣外還添加了維他命B群。